# 스비슬라치강

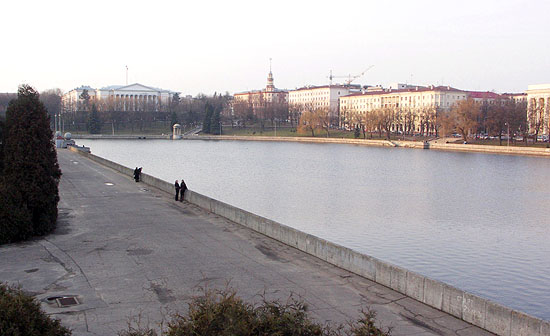

스비슬라치강 ( 벨라루스어: Свíслач, Сьвíслач, Śvísłač, 러시아어: Сви́слочь)은 벨라루스의 강으로 뱌레지나강의 지류이다. 유역 길이는 327 km이다.